# Jesús Hernández Tomás
Pour les articles homonymes, voir Jesús Hernández.
Jesús Hernández (Jesús Hernández Tomás, né à Murcie en 1907 et mort à Mexico le 11 janvier 1971) est un homme politique espagnol, membre du PCE jusqu’en 1944.

## Biographie
Très jeune, il s’installe avec sa famille en Biscaye, adhérant à l’âge de 9 ans aux Jeunesses socialistes d’Espagne (JSE). A quatorze ans, il participe à la fondation du Parti communiste d’Espagne (PCE), dans lequel il est un des militants les plus actifs du noyau biscayen. Âgé de quinze ans, il fait partie de l’escorte d’un haut dirigeant du parti, Óscar Pérez Solís. Peu après, il participe à un attentat (qui échoue) contre le dirigeant socialiste Indalecio Prieto.
En 1930, il est élu membre du Comité central du PCE, et est de ce fait envoyé à Moscou pour compéter sa formation politique ; il y reste jusqu’en 1933, date à laquelle il participe aux réunions du Komintern. À son retour en Espagne, il devient membre du Comité exécutif du parti. À partir de 1936, il est chargé de la direction de l’organe du parti, Mundo Obrero.
Aux élections générales de 1936, il est élu député du Front populaire pour la province de Cordoue. Pendant la guerre civile, c’est un des deux ministres communistes des gouvernements de Francisco Largo Caballero puis de Juan Negrín : il est ministre de l’Instruction publique et des Beaux Arts. Dans le gouvernement Negrín, il mène, sous le pseudonyme de « Juan Ventura », une campagne de presse intense contre Indalecio Prieto, alors ministre de la Défense nationale, jusqu’à ce qu’il obtienne sa révocation, en mars 1938. Dans son domaine ministériel, il promeut les « Milices de la Culture », destinées à l’alphabétisation des miliciens et soldats, et renforce le service de radiodiffusion Altavoz del Frente, mélange de propagande et de divertissement à destination des combattants. Par ailleurs, c’est un ardent partisan de la résistance à outrance et il est nommé commissaire politique de l’Armée populaire républicaine pour la zone Centre-sud.
Après le coup d’État de Segismundo Casado, il fait partie des opposants à la reddition et décide de rester à Valence. Malgré l’opposition de Palmiro Togliatti, un des représentants du Komintern en Espagne, il organise, avec Pedro Checa et Jesús Larrañaga, une direction du PCE destinée à devenir clandestine après la victoire de Franco. Il réussit finalement à sortir d’Espagne, un des derniers dirigeants du parti à le faire.
Il se rend d’abord à Oran (en Algérie alors française), puis en URSS ; il représente le PCE au Komintern, tout en se préoccupant de la situation précaire des réfugiés espagnols. Après la mort du secrétaire général José Díaz, il affronte Dolores Ibárruri pour occuper cette charge ; mais, parti au Mexique dans l’espoir de rallier des partisans, il laisse le champ libre à son adversaire qui devient le nouveau secrétaire général. En 1944, il est exclu du parti sous l’accusation de menées antisoviétiques.
Il essaie alors de former sa propre organisation, le Mouvement communiste d’opposition (Movimiento Comunista de Oposición). Quand Tito rompt avec Staline en 1948, Hernández se met de son côté. En 1954, il s’installe à Belgrade et crée le Parti national communiste espagnol (Partido Nacional Comunista Español). Il est nommé conseiller à l’ambassade de Yougoslavie à Mexico, où il travaille jusqu’à sa mort.
En 1953, il a publié une autobiographie dans laquelle il analyse ses divergences et affrontements avec les dirigeants du PCE, intitulée Yo fui un ministro de Stalin.

## Publications
Edition en espagnol hors Espagne
- Yo fui un ministro de Stalin, 1953.

Edition espagnole critique (sous le franquisme)
- Yo, Ministro de Stalin en España, 1954, préfacée et annotée par Mauricio Carlavilla[4].